# Quickfield
Quickfield es un programa de análisis por elementos finitos desarrollado por la empresa danesa Tera Analysis Ltd. para plataformas Windows. Además de las versiones comerciales, la compañía ofrece una versión gratuita con funcionalidad limitada.
Las aplicaciones principales de Quickfield son en el campo de la simulación por ordenador con fines científicos e industriales y también como apoyo a la enseñanza en colegios y universidades. A partir de la versión 6.0, el programa es capaz de realizar análisis tridimensionales.

## Tipos de análisis

Simulación del campo magnético de un motor eléctrico con un software de análisis por el método de los elementos finitos

Quickfield es capaz de realizar análisis por el método de los elementos finitos en las siguientes áreas:
- Electrostática y electrodinámica: Campos electromagnéticos de la corriente alterna, de la corriente continua y transitorios.
- Transmisión de calor: Régimen permanente y transitorios.
- Esfuerzos mecánicos: Tensiones y deformaciones.
- Combinaciones de varios de los anteriores.